# Frare
|  | Aquest article tracta sobre al membre de l'església catòlica. Vegeu-ne altres significats a «Frare (esport)». |

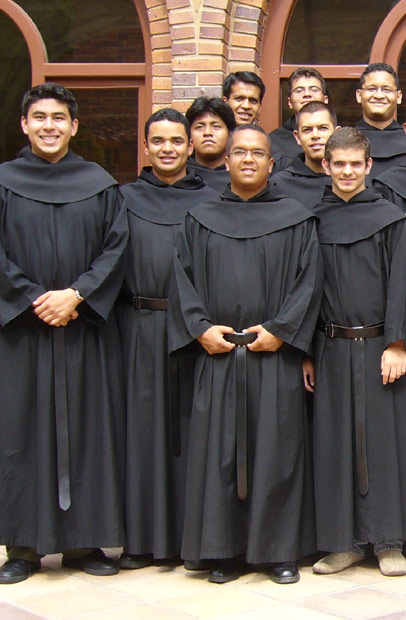
Frares

Un frare (paraula provinent del llatí frater que significa germà) i una sor (mot vingut del llatí soror que vol dir germana) és, en l'Església Catòlica un membre dels ordes mendicants, nascuts al segle xiii pregonant la renúncia a les riqueses materials i l'acció apostòlica i evangelitzadora entre la població, en comptes del retir i la vida contemplativa.
El significat de "Germà" implica l'existència de relacions de fraternitat entre els integrants de la comunitat. En aquests ordes (Dominics, Franciscans de diverses branques, Agustins i Carmelites) és comú utilitzar el terme "fra" com a títol per referir-se a un membre de la comunitat.

## Alguns frares
- Fray Luis de León
- Fra Juníper Serra
- Fra Pere Marginet
- Fra Humilde Soria[1]